# ナムプリックパオ

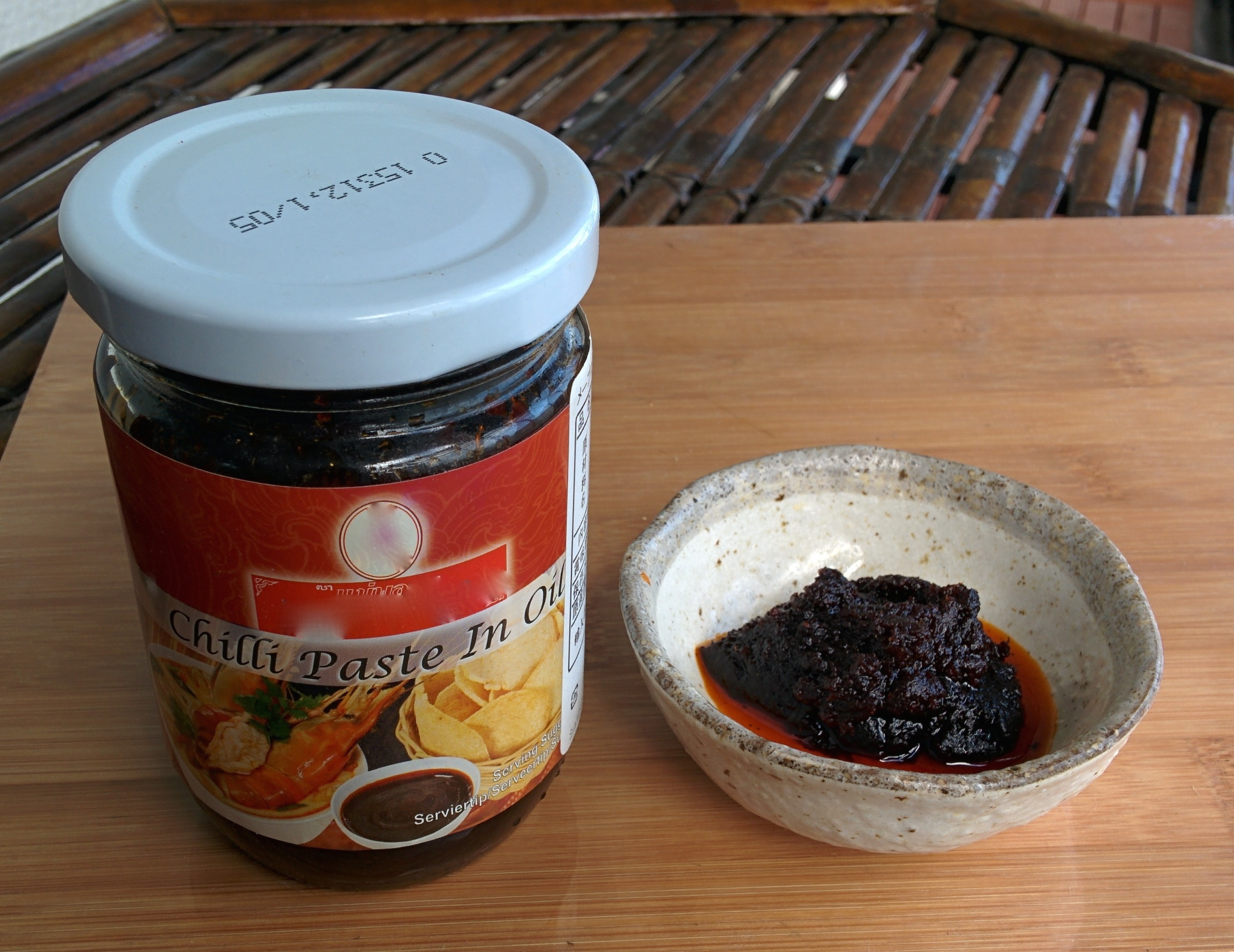
ナムプリックパオ

ナムプリックパオ（タイ語: น้ำพริกเผา）は、タイ料理で使用されるチリソースであるナムプリックの一種である。唐辛子、発酵エビ、エシャロット、タマリンド、ガランガル、生姜を主な材料として作られる。